# Список війн за участю Китаю
У цій статті наведено неповний перелік основних війн та збройних конфліктів за участю Китаю, китайського народу або регулярної китайської армії в періоди коли існували китайські казахські держави від античності до наших днів.
У переліку вказана назва конфлікту, дата, воюючі сторони, і його результат.
      Перемога Китаю
      Поразка Китаю
      Інший результат (Мирний договір або невизначений результат, статус кво, результат громадянської війни, невідомий результат)
      Незавершений конфлікт

## Легендарна доба
Нижче наведено перелік війн за участю легендарних китайських царств та князівств, що існували в період Трьох властителів і п'яти імператорів та Династія Ся до Об'єднання Китаю під династією Шань.
| Дата                   | Конфлікт         | Перша сторона           | Друга сторона                            | Результат                               |
| ---------------------- | ---------------- | ----------------------- | ---------------------------------------- | --------------------------------------- |
| XXVI століття до н. е. | Битва при Банянг | Сили Жовтого імператора | Сили Імператора Янь                      | Перемога Жовтого імператора             |
| XXVI століття до н. е. | Битва при Чжоулю | Сили Жовтого імператора | Плем'я Найн Лі під керівництвом вождя Чі | Перемога - Створення Китайської держави |

## Династія Шан
Нижче наведено перелік війн за часів правління династії Шан.
| Дата                       | Конфлікт                                        | Перша сторона | Друга сторона | Результат                                |
| -------------------------- | ----------------------------------------------- | ------------- | ------------- | ---------------------------------------- |
| 1675 р. до н. е.           | Міншанська Битва                                | Царство Ся    | Шан           | Перемога Шан - Становлення Царства Шан   |
| XVII-XII століття до н. е. | Відбиття вторгнень варварських племен Ді та Жун | Царство Шан   | Ді Жун        | Перемога                                 |
| 1046 р. до н. е.           | Му-еська Битва                                  | Династія Шан  | Чжоу          | Перемога Чжоу - Становлення Царства Чжоу |

## Династія Чжоу
Нижче наведено перелік війн за часів правління династії Чжоу.
| Дата                         | Конфлікт                     | Перша сторона | Друга сторона | Результат            |
| ---------------------------- | ---------------------------- | ------------- | ------------- | -------------------- |
| IX століття до нашої ери     | Рейд Хунну на володіння Чжоу | Чжоу          | Хунну         | Перемога             |
| 707 р. до н. е.              | Ксюджська Битва              | Царство Чжоу  | Чжен          | Поразка Царство Чжоу |
| 684 р. до н. е.              | Чжанкшаоська Битва           | Лу            | Ці            | Перемога Лу          |
| 632 р. до н. е.              | Битва при Ченпу              | Цзінь         | Чу            | Перемога Цзінь       |
| 595 р. до н. е.              | Бійська Битва                | Цзінь         | Чу            | Перемога Чу          |
| 588 р. до н. е.              | Анська Битва                 | Цзінь         | Ці            | Перемога Чу          |
| 575 р. до н. е.              | Янлінська Битва              | Цзінь         | Чу            | Перемога Цзінь       |
| 506 р. до н. е.              | Боджайська Битва             | Ву            | Чу            | Перемога Цзінь       |
| 494 р. до н. е.              | Фуджайська Битва             | Ву            | Юе            | Перемога Ву          |
| 478 р. до н. е.              | Лізська Битва                | Ву            | Юе            | Перемога Юе          |
| 453 р. до н. е.              | Джинянгська Битва            | Царство Чжоу  | Жі            | Перемога Чжоу        |
| 353 р. до н. е.              | Гуйлінська Битва             | Ці            | Вей           | Перемога Ці          |
| 342 р. до н. е.              | Малінгська Битва             | Ці            | Вей           | Перемога Ці          |
| IV століття до нашої ери     | Кочосонсько-янська війна     | Ян            | Кочосон       | Перемога             |
| IV-III століття до нашої ери | Рейд Хунну на царство Чжао   | Чжао          | Хунну         | Перемога             |
| 293 р. до н. е.              | Ю-Кюська Битва               | Цінь          | Вей Хань      | Перемога Цінь        |
| 260 р. до н. е.              | Чанпінська Битва             | Цінь          | Царство Чжоу  | Перемога Цінь        |
| 342 р. до н. е.              | Ю-Кюська Битва               | Цінь          | Вей Хань      | Перемога Цінь        |

## Династія Цінь
Нижче наведено перелік війн за часів правління династії Цінь.
| Дата                | Конфлікт                                        | Перша сторона | Друга сторона                                   | Результат              |
| ------------------- | ----------------------------------------------- | ------------- | ----------------------------------------------- | ---------------------- |
| 230-221 р. до н. е. | Об'єднання Китаю під династією Цінь             | Цінь          | 6 великих держав                                | Перемога Цінь          |
| 218-208 р. до н. е. | Кампанії імперії Цінь проти племен Юе           | Цінь          | В'єти Аулак Племена Міньюе Племена Намв'єт      | Перемога               |
| 215 р. до н. е.     | Кампанія імператора Цінь Ши Хуан-ді проти Хунну | Цінь          | Хунну                                           | Перемога               |
| 209 р. до н. е.     | Дацзуське повстання                             | Цінь          | Повстанці під керівництвом Чень Шена і У Гуаном | Перемога Цінь          |
| 207 р. до н. е.     | Юлуська Битва                                   | Цінь          | Повстанці під керівництвом Сян Юя               | Поразка та розпад Цінь |

## Конфлікти між Чу і Хань
Нижче наведено перелік битв між Династією Чу та Династією Хань за становлення контролю над Китаєм.
| Дата                | Конфлікт                                                                                              | Перша сторона | Друга сторона | Результат     |
| ------------------- | --- | ------------- | ------------- | ------------- |
| 205-202 р. до н. е. | Конфлікт між Чу і Хань - Панченгська Битва - Джинксінська Битва - Битва на ріці Вей - Битва під Гайся | Хань          | Чу Чжао Ці    | Перемога Хань |

## Династія Хань
Нижче наведено перелік війн за часів правління династії Хань.
| Дата                                  | Конфлікт | Перша сторона           | Друга сторона                          | Результат                                                                     |
| ------------------------------------- | --- | ----------------------- | -------------------------------------- | ----------------------------------------------------------------------------- |
| II століття до н. е.                  | Розширення володінь Династії Хань на Південь від Китаю | Імперія Хань            | Ау В'єт Племена Міньюе Племена Намв'єт | Перемога                                                                      |
| 200 рік до нашої ери                  | Битва при Байденг | Імперія Хань            | Хунну                                  | Поразка                                                                       |
| 154 рік до нашої ери                  | Бунт Семи князів | Імперія Хань            | Сили Семи князів                       | Перемога                                                                      |
| 138-111 роки до нашої ери             | Хансько-намв'єтська війна | Імперія Хань            | Намв'єт                                | Перемога - Перше китайське завоювання держави в'єтів.                         |
| 211 рік до нашої ери                  | Кампанії імперії Хань проти племен Міньюе | Імперія Хань            | Племена Міньюе                         | Перемога                                                                      |
| 133 рік до нашої ери–89 рік нашої ери | Хунно-Китайська війна | Імперія Хань            | Хунну                                  | Перемога                                                                      |
| 109 рік до нашої ери                  | Кампанії імперії Хань проти королівства Дінь | Імперія Хань            | Королівство Дінь                       | Перемога                                                                      |
| 109 рік до нашої ери                  | Кочосонсько-ханська війна | Імперія Хань            | Кочосон                                | Перемога                                                                      |
| 99-36 роки до нашої ери               | Друга Хунно-Китайська війна - Битва у горах Тянь-Шань - Битва при Іх Баян - Ївулуська Битва - Юшська Битва - Битва при Жіжі | Імперія Хань            | Хунну                                  | Перемога                                                                      |
| 23 рік                                | Куньянгська Битва | Династія Хань           | Династія Сінь                          | Перемога Династії Хань - Лю Сю відновив Династію Хань як Династію Східна Хань |
| 40-43 роки                            | Революція сестер Чунг | Імперія Хань            | Повстанці під керівництвом Сестер Чунг | Перемога - Повстання придушено.                                               |
| 184-205 роки                          | Повстання Жовтого Тюрбану | Імперія Хань            | Сили «Жовтого Тюрбану»                 | Перемога - Повстання придушено.                                               |
| 190-219 роки                          | Розпад Імперії Хань - Кампанія проти Дун Чжо - Ксянгуянгська Битва - Битва за провінцію Ян - Цзянгдонське завоювання Сун Се - Ванченгська Битва - Ксюпуйська Битва - Іцзінська Битва - Кампанія проти Юань Шу - Битва при Гуаньду - Північнокитайська кампанія Цао Цао - Бовангська Битва - Ксякоюська Битва - Чангбангська Битва - Битва при Червоній Скелі - Цзянлінгська Битва - Тонг Пасська Битва - Захоплення Лю Бейем провінції Лю - Ксяояо Фордська Битва - Янгпінгська Битва - Рюксюська Битва - Ханьчжунська Кампанія - Фангченська Битва - Вторгнення Лю Мена в провінцію Цзінь | Сили різних полководців | Сили різних полководців                | Розпад Імперії Хань - Період Саньго                                           |

## Період Саньго
Нижче наведено перелік війн за часів Періоду Саньго.
| Дата         | Конфлікт                           | Перша сторона | Друга сторона                           | Результат                                                                 |
| ------------ | ---------------------------------- | ------------- | --------------------------------------- | ------------------------------------------------------------------------- |
| 221-222 роки | Ілінська Битва                     | Шу            | Східна Ву                               | Перемога Східної Ву                                                       |
| 222-225 роки | Вторгнення Цао Пі в Східну Ву      | Вей           | Східна Ву                               | Невизначений результат                                                    |
| 225 роки     | Південна кампанія Чжуге Ляна       | Шу            | Повстанці з царства царства Шу Наньмань | Перемога Шу - Повстання придушено - Наньмань ввійшли до складу царства Шу |
| 227-228 роки | Сіньченське повстання              | Вей           | Повстанці під керівництвом Мен Да       | Перемога - Повстання придушено                                            |
| 228-234 роки | Північні експедиції Чжуге Ляна     | Вей           | Шу                                      | Невизначений результат                                                    |
| 238          | Ляодунський похід Сима І           | Вей           | Повстанці під керівництвом Гунсунь Юаня | Перемога - Повстання придушено                                            |
| 247-262      | Корьо-вейська війна                | Вей           | Корьо                                   | Перемога                                                                  |
| 251-258      | Шоучунські бунти                   | Вей           | Повстанці з Вей                         | Невизначений результат                                                    |
| 252          | Донксінська Битва                  | Східна Ву     | Вей                                     | Перемога Східної Ву                                                       |
| 263          | Завоювання царства Шу царством Вей | Шу            | Вей                                     | Перемога Вей                                                              |

## Цзінь, Південні і Північні династії, Шістнадцять Варварських держав
Нижче наведено перелік війн за часів Цзінь (265—420), Південних Династій (420—587), Шістнадцять варварських держав (304—439) і Північних Династій (386—581).
| Дата    | Конфлікт | Перша сторона | Друга сторона     | Результат                            |
| ------- | --- | ------------- | ----------------- | ------------------------------------ |
| 280     | Завоювання царства Ву царством Цзінь | Східна Ву     | Цзінь             | Перемога Цзінь                       |
| 291-306 | Війна Восьми князів | Цзінь         | Повстанці з Цзінь | Початок громадянської війни          |
| 304-316 | Повстання Ву Ху | Цзінь         | Повстанці Ву Ху   | Перемога Цзінь - Повстання придушено |
| 354-369 | Експедиція Хуань Вень Цзябао | Цзінь         | Повстанці Ву Ху   | Перемога Цзінь                       |
| 383     | Битва на річці Фей | Цзінь         | Пізня Цінь        | Перемога Цзінь                       |
| 393     | Завоювання Західної Янь царством пізня Янь | Західна Янь   | Пізня Янь         | Перемога Пізньої Янь                 |
| 409-416 | Експедиція Лю Юя | Північна Вей  | Пізня Янь         | Перемога Північної Янь               |
| 409-537 | Об'єднання Китаю - Захоплення Південного Янь - Захоплення Пізньої Цінь - Захоплення Північної Лянь та Північної Вей - Йехська Битва - Шаянська Битва | Різні Царства | Різні Царства     | - Об'єднання Китаю                   |

## Династія Суй
Нижче наведено перелік війн за часів правління династії Суй.
| Дата         | Конфлікт                    | Перша сторона | Друга сторона     | Результат                  |
| ------------ | --------------------------- | ------------- | ----------------- | -------------------------- |
| 598-614 роки | Корьо-суйська війна         | Династія Суй  | Корьо             | Поразка                    |
| 602 рік      | Суйсько-лійська війна       | Династія Суй  | Династі ранніх Лі | Перемога                   |
| 611-618 роки | Повстання Вагангської армії | Династія Суй  | Вагангська армія  | Перемога Вагангської армії |

## Династія Тан
Нижче наведено перелік війн за часів правління династії Тан.
| Дата             | Конфлікт | Перша сторона            | Друга сторона                         | Результат |
| ---------------- | --- | ------------------------ | ------------------------------------- | --- |
| 621 рік          | Хулаоська Битва | Династія Тан             | Повстанці під керівництвом Доу Цзянде | Перемога Династії Тан |
| 2 липня 626 року | Інцидент при Ксянвуйських воротах                                                                                                | Лі Шимінь                | Лі Цзяньчен                           | Перемога Лі Шиміня |
| 630 рік          | Їншанська Битва | Династія Тан             | Східні Тюрки                          | Перемога |
| 635 рік          | Танська кампанія проти Тогонського ханства                                                                                       | Династія Тан             | Тогонське ханство                     | Перемога |
| 639-646 роки     | Танська кампанія проти Ксюянтоуського ханства                                                                                    | Імперія Тан              | Ксюянтоуське ханство                  | Перемога |
| 640-657 роки     | Танська кампанія проти Західних Тюрок - Битва на річці Іртиш                                                                     | Імперія Тан              | Західні Тюрки                         | Перемога |
| 645-668 роки     | Корьо-танська війна - Осада Ляодунської фортеці                                                                                  | Імперія Тан              | Корьо                                 | Перемога |
| 660 рік          | Танська кампанія проти Пекче | Імперія Тан              | Пекче                                 | Перемога |
| 663 рік          | Битва на річці Пеккан | Імперія Тан Сілла        | Ямато Пекче                           | Перемога |
| 670 рік          | Битва на річці Дафей | Імперія Тан              | Тибетська імперія                     | Поразка |
| 739 рік          | Токмокська Битва | Імперія Тан              | Тюргешський каганат                   | Перемога |
| 745-749 рік      | Осада фортеці Шибао | Імперія Тан              | Тибетська імперія                     | Перемога |
| 751 рік          | Таласька битва | Імперія Тан              | Аббасидський халіфат Тюрки            | Поразка |
| 756 рік          | Тонгська Битва | Імперія Тан              | Янь                                   | Поразка - Захоплення повстанцями столиці Китаю.                                                                                        |
| 756-762 рік      | Повстання Янь - Тонгська Битва - Йонгюська Битва - Суйянгська Битва - Ксянгджінська Битва - Ксянгджоуська Битва - Лоянська Битва | Імперія Тан              | Янь                                   | Спочатку поразка, потім перемога - Повстанці захопили тогочасну столицю Китаю - Сили імперії Тан повернули місто - Повстання придушено |
| 763-802 роки     | Тибетсько-Танський конфлікт - Чаньанська Битва - Сіюанська Битва - Битва на річці Даду - Вейчжоуська Битва                       | Імперія Тан Уйгури (765) | Тибетська імперія                     | Перемога |
| 809 рік          | Кампанія Чжаньчжоу проти Чампи                                                                                                   | Імперія Тан              | Чампа                                 | Перемога |
| 817 рік          | Повстання в Хуакся | Імперія Тан Уйгури (765) | Повстанці з Хуакся                    | Перемога |
| 819 рік          | Яньчжоуська Битва | Імперія Тан              | Тибетська імперія                     | Перемога |
| 874-884          | Повстання Хуан Чао | Імперія Тан              | Повстанці під керівництвом Хуан Чао   | - Повстання придушено, проте могутність Імперії Тан підірвано.                                                                         |

## Епоха п'яти династій і десяти царств
Нижче наведено перелік війн за часів Епохи п'яти династій і десяти царств.
| Дата     | Конфлікт                            | Перша сторона       | Друга сторона | Результат              |
| -------- | ----------------------------------- | ------------------- | ------------- | ---------------------- |
| 923 рік  | Захоплення Пізньої Лян Пізнім Тан   | Пізня Лян (907-923) | Пізня Тан     | Перемога Пізньої Тан   |
| 925 року | Кампанія Пізньої Шу Пізнім Тан      | Пізня Шу            | Пізня Тан     | Перемога Пізньої Шу    |
| 936 рік  | Захоплення Пізньої Тан Пізнім Цзінь | Пізня Цзінь         | Пізня Тан     | Перемога Пізньої Цзінь |

## Династія Сун
Нижче наведено перелік війн за часів правління династії Тан.
| Дата             | Конфлікт | Перша сторона | Друга сторона       | Результат                                                            |
| ---------------- | --- | ------------- | ------------------- | -------------------------------------------------------------------- |
| 964 рік          | Підкорення Пізньої Шу династією Сун | Династія Сун  | Пізня Шу            | Перемога Династії Сун                                                |
| 970 рік          | Підкорення Південної Хань династією Сун                                                                                                   | Династія Сун  | Південна Хань       | Перемога Династії Сун                                                |
| 974 рік          | Підкорення Південної Тан династією Сун | Династія Сун  | Південна Тан        | Перемога Династії Сун                                                |
| 979 рік          | Підкорення Північної Хань династією Сун                                                                                                   | Династія Сун  | Північна Хань       | Перемога Династії Сун                                                |
| 979-980/986 роки | Сунсько-Ляоський конфлікт - Битва на річці Гаолян - Манченгська Битва - Яньменська Битва - Битва Кюгоу Пасс - Джунзігуанська Битва        | Імперія Сун   | Імперія Ляо         | Перемога                                                             |
| 981              | Битва на річці Бач Данг | Імперія Сун   | Династія Ле         | Поразка                                                              |
| 1016 рік         | Битва в долині Саньду | Імперія Сун   | Тибетські племена   | Перемога                                                             |
| 1041-1119 роки   | Сунсько-Сяйський конфлікт - Битва на річці Хаошуй - Лінгжоуська Битва - Осада Юнлеської фортеці - Осада фортеці Пінкся - Хеншанська Битва | Імперія Сун   | Сі Ся               | Спочатку поразка, потім перемога                                     |
| 1129-1141 роки   | Сунсько-Цзінська війна | Імперія Сун   | Імперія Цзінь       | Перемога                                                             |
| 1235-1279 роки   | Монгольське завоювання Імперії Південна Сун                                                                                               | Імперія Сун   | Монгольська імперія | Поразка - Кінець Імперії Сун - Становлення монгольської Імперії Юань |

## Династія Мін
Нижче наведено перелік війн за часів правління Династії Мін.
| Дата            | Конфлікт | Перша сторона           | Друга сторона                           | Результат                                              |
| --------------- | --- | ----------------------- | --------------------------------------- | ------------------------------------------------------ |
| 1351-1368 роки  | Повстання червоних пов'язок                                                                                            | Армія червоних пов'язок | Імперія Юань                            | Перемога - Становлення Імперії Мін                     |
| 1381-1382 роки  | Мінське завоювання провінції Юньнань                                                                                   | Імперія Мін             | Монголи                                 | Перемога                                               |
| 1387            | Маньчжурська кампанія Імперії Мін                                                                                      | Імперія Мін             | Сили під керівництвом Нагачу            | Перемога                                               |
| 1388 рік        | Битва на озері Буйури                                                                                                  | Імперія Мін             | Імперія Північна Юань                   | Перемога                                               |
| XIV-XV століття | Повстання Мяо (За часів Династії Мін)                                                                                  | Імперія Мін             | Мяо                                     | Перемога - Повстання придушено                         |
| 1399-1402 роки  | Джингданська кампанія                                                                                                  | Сили Чжу Ді             | Сили Чжу Яньвеня                        | Перемога                                               |
| XV-XVI століття | Мінсько-турфанський конфлікт                                                                                           | Імперія Мін             | Королівство Турфан                      | Перемога                                               |
| 1406-1407 роки  | Мінсько-хоська війна                                                                                                   | Імперія Мін             | Династія Хо                             | Перемога                                               |
| 1409 рік        | Битва при Карлен | Імперія Мін             | Імперія Півчічна Юань                   | Поразка                                                |
| 1409-1412 роки  | Перша кампанія імператора Юнле проти Монголів                                                                          | Імперія Мін             | Імперія Півчічна Юань                   | Перемога                                               |
| 1410 рік        | Мінсько-котеська війна                                                                                                 | Імперія Мін             | Котте                                   | Перемога                                               |
| 1413-1414 роки  | Друга кампанія імператора Юнле проти Монголів                                                                          | Імперія Мін             | Імперія Північна Юань                   | Перемога                                               |
| 1422 рік        | Третя кампанія імператора Юнле проти Монголів                                                                          | Імперія Мін             | Імперія Північна Юань                   | Перемога                                               |
| 1423 рік        | Четверта кампанія імператора Юнле проти Монголів                                                                       | Імперія Мін             | Імперія Північна Юань                   | Перемога                                               |
| 1424 рік        | П'ята кампанія імператора Юнле проти Монголів                                                                          | Імперія Мін             | Імперія Північна Юань                   | Перемога                                               |
| 1449 рік        | Тумуська катастрофа | Імперія Мін             | Ойрати                                  | Поразка                                                |
| 1510 рік        | Повстання принца Анхуа                                                                                                 | Імперія Мін             | Повстанці під керівництвом принца Анхуа | Перемога - Повстання придушено                         |
| 1519 рік        | Повстання принца Ніна                                                                                                  | Імперія Мін             | Повстанці під керівництвом принца Ніна  | Перемога - Повстання придушено                         |
| 1521-1522       | Китайсько-Португальська війна (Частина Португальсько-Малайської війни) - Перша Битва при Томао - Друга Битва при Томао | Імперія Мін             | Португальська імперія                   | Перемога Китаю                                         |
| 1575-1581 роки  | Відраза вторгнень монголів під керівництвом Лі Ченляна                                                                 | Імперія Мін             | Імперія Північна Юань                   | Перемога                                               |
| 1592-1598 роки  | Імдінська війна | Чосон Імперія Мін       | Японія                                  | Перемога                                               |
| 1618-1683 роки  | Цінське завоювання Імперії Мін                                                                                         | Імперія Мін             | Династія Цін                            | Поразка - Кінець Імперії Мін - Становлення Імперії Цін |
| 1622-1633       | Китайсько-голландська війна                                                                                            | Імперія Мін             | Нідерландська імперія                   | Перемога                                               |

## Династія Цін
Нижче наведено перелік війн за часів правління Династії Цін.
| Дата           | Конфлікт                                   | Перша сторона                              | Друга сторона | Результат                                                                       |
| -------------- | ------------------------------------------ | ------------------------------------------ | --- | ------------------------------------------------------------------------------- |
| 1652–1689 роки | Російсько-цінський територіальний конфлікт | Імперія Цін                                | Московське царство | Перемога - Приамур'я входить до складу Імперії Цін                              |
| 1661-1662 роки | Осада Форту "Зеландія"                     | Імперія Цін                                | Нідерландська імперія | Перемога - Тайвань входить до складу Імперії Цін                                |
| 1674-1681 роки | Війна Саньфань                             | Імперія Цін                                | Чжоу Дуннін | Перемога - Повстання придушено                                                  |
| 1683 рік       | Битва за архіпелаг Пенху                   | Імперія Цін                                | Дуннін | Перемога - Архіпелаг Пенху входить до складу Імперії Цін                        |
| 1687-1698 роки | Перша Джунгарсько-маньчжурська війна       | Імперія Цін                                | Джунгарське ханство | Перемога                                                                        |
| 1715-1739 роки | Друга Джунгарсько-маньчжурська війна       | Імперія Цін                                | Джунгарське ханство | Мирний договір                                                                  |
| 1755-1759 роки | Третя Джунгарсько-маньчжурська війна       | Імперія Цін                                | Джунгарське ханство | Перемога - Джунгарське ханство входить до складу Імперії Цін                    |
| 1765-1769      | Цінсько-бірманська війна                   | Імперія Цін                                | Конбаун | Поразка                                                                         |
| 1788-1789 роки | Битва при Нгок Хой-Донг Джа                | Імперія Цін                                | Династія Тайшон | Поразка                                                                         |
| 1790-1791 роки | Цінсько-непальська війна                   | Імперія Цін                                | Королівство Непал | Перемога                                                                        |
| 1794-1804 роки | Повстання Білого Лотосу                    | Імперія Цін                                | Сили Білого Лотосу | Перемога - Повстання придушено                                                  |
| XIX століття   | Різня Нінбо                                | Імперія Цін Китайські пірати               | Португальські пірати | Перемога                                                                        |
| 1820-1850      | Повстання Ходжі (1820-1850)                | Імперія Цін                                | Сили Ходжі Кокандське ханство | Перемога - Повстання придушено                                                  |
| 1839-1842 роки | Перша опіумна війна                        | Імперія Цін                                | Британська імперія | Поразка - Сінгапур входить до складу Британської імперії                        |
| 1841 рік       | Цінсько-сикхська війна                     | Імперія Цін                                | Держава Сикхів | Мирний договір                                                                  |
| 1850 рік       | Джінтінське повстання                      | Імперія Цін                                | Сили Джінтінів | Перемога - Повстання пидушено - Початок Тайпінського повстання                  |
| 1850-1864 роки | Тайпінське повстання                       | Імперія Цін                                | Сили Тайпінів | Перемога - Повстання пидушено                                                   |
| 1856-1860 рік  | Друга опіумна війна                        | Імперія Цін                                | Британська імперія Друга французька імперія Сполучені Штати Америки                                                                              | Поразка                                                                         |
| 1856-1873 роки | Пантхайське повстання                      | Імперія Цін лоялісти Хуей                  | Хуей | Перемога - Повстання пидушено                                                   |
| 1862-1877 роки | Дунганське повстання (1862-1877)           | Імперія Цін лоялісти Хуей                  | Хуей | Перемога - Повстання пидушено                                                   |
| 1864–1869 роки | Нянське повстання                          | Імперія Цін                                | Нянь | Перемога - Повстання пидушено                                                   |
| 1894–1895 роки | Перша Китайсько-японська війна             | Імперія Цін                                | Японська імперія | Поразка                                                                         |
| 1895-1896 роки | Дунганське повстання (1895-1896)           | Імперія Цін лоялісти Хуей                  | Хуей | Перемога - Повстання пидушено                                                   |
| 1895-1896 роки | Дунганське повстання (1895-1896)           | Імперія Цін лоялісти Хуей                  | Хуей | Перемога - Повстання пидушено                                                   |
| 1895 рік       | Японська експансія Тайваню                 | Республіка Тайвань                         | Японська імперія | Поразка                                                                         |
| 1899-1901      | Боксерське повстання                       | Спільнота праведної гармонії · Імперія Цін | Японська імперія Британська імперія Російська імперія Франція Сполучені Штати Америки Німецька імперія Австро-Угорщина Італія Королівство Італія | Поразка                                                                         |
| 1911-1912 роки | Сіньхайська революція                      |                                            | Тунменхой | Вдале повстання - Кінець Імперії Цін - Становлення Першої Китайської республіки |
| 1911 рік       | Монгольська революція (1911)               | Імперія Цін                                | Монгольські повстанці | Поразка - Створення Самостійної Монгольської держави                            |

## Перша Китайська республіка
Нижче наведено перелік конфліктів Першої Китайської республіки.
| Дата           | Конфлікт                        | Перша сторона           | Друга сторона                     | Результат                                                               |
| -------------- | ------------------------------- | ----------------------- | --------------------------------- | ----------------------------------------------------------------------- |
| 1914-1915 роки | Звільнення Внутрішньої Монголії | Китайська республіка    | Богдо-ханська Монголія            | Перемога                                                                |
| 1915–1916 роки | Війна національного захисту     | 20px Китайська імперія  | Китайська республіка              | Перемога республіканців - Юань Шикай відрікається від титулу Імператора |
| 1919-1921 роки | Окупація Монголії (1919-1921)   | Китайська республіка    | Богдо-ханська Монголія Біла армія | Перемога                                                                |
| 1920 рік       | Війна Чжілі проти Аньхоя        | Сили Чжілі Сили Фентяня | Сили Аньхоя                       | Перемога Чжілі                                                          |
| 1922 рік       | Перша Війна Чжілі проти Фентяня | Сили Чжілі              | Сили Фентяня                      | Перемога Чжілі                                                          |
| 1924 рік       | Друга Війна Чжілі проти Фентяня | Сили Чжілі              | Сили Фентяня                      | Перемога Фентяня                                                        |
| 1925-1926 роки | Війна проти Гоуміньюна          | Сили Чжілі Сили Фентяня | Гоуміньюн                         | Перемога Чжілі та Фентяня                                               |
| 1926-1928 роки | Великий північний похід         | Гоміньдан               | Китайська республіка              | Перемога Гоміньдану - Зміна режиму                                      |

## Друга Китайська Республіка
Нижче наведено перелік конфліктів Другої Китайської республіки.
| Дата           | Конфлікт                                | Перша сторона               | Друга сторона                                                                       | Результат |
| -------------- | --------------------------------------- | --------------------------- | ----------------------------------------------------------------------------------- | --- |
| 1929 рік       | Сино-радянський конфлікт (1929)         | Китайська Республіка        | СРСР                                                                                | Поразка |
| 1930 рік       | Повстання на центральній рівнині        | Китайська Республіка        | Сили Ян Ксяхана Сили Фен Юйсяна                                                     | Перемога влади - Ян Ксяхан та Фен Юйсян склали зброю |
| 1930-1932 роки | Сино-тибетська війна                    | Китайська Республіка        | Тибет                                                                               | Перемога |
| 1930           | Киргизське повстання (1930)             | Китайська Республіка        | Киргизи                                                                             | Перемога |
| 1931-1934      | Кумульське повстання                    | Китайська Республіка        | Перша Східно-Туркестанська республіка Афганістан Османська імперія Японська імперія | Безвихідне становище |
| 1934 рік       | Радянське вторгнення в Сіньцзян         | Китайська Республіка        | СРСР Білий Рух Монгори                                                              | - Частина Сіньцзяна переходить під контроль комуністів, частина залишається у складі Китаю. |
| 1937           | Мусульманський бунт в Сіньцзяні (1937)  | Китайська Республіка        | Китайські солдати та Уйгури під керівництвом Шен Шицая СРСР Білий Рух               | Поразка - Шен Шицай дістав контоль над всім Сіньцзяном |
| 1946 рік       | Конфлікт на Байтак Богдо                | Китайська Республіка Казахи | Монгольська Народна Республіка СССР                                                 | Воєнна Перемога |
| 1946-1949 рік  | Ілійське повстання                      | Китайська Республіка        | СРСР Друга Східно-Туркестанська республіка Білий Рух                                | Перемога - Сіньцзян переходить під контроль Китаю |
| 1946-1950 роки | Громадянська війна у Китаю — Друга фаза | Китайська Республіка        | Комуністична партія Китаю                                                           | Перемога комуністів - Комуністи захоплюють контроль над материковою частиною Китаю та о. Хайнань - Створення Китайської Народної Республіки - Китайська республіка існує як незалежна держава на о. Тайвань - Припинення бойових дій. Мирного договору не підписано до сьогодні. |

## Китайська Народна Республіка
Нижче наведено перелік конфліктів Китайської Народної Республіки.
| Дата                          | Конфлікт                               | Перша сторона                                                 | Друга сторона                                                                                                 | Результат |
| ----------------------------- | -------------------------------------- | ------------------------------------------------------------- | --- | --- |
| 1950 рік                      | Битва при Чамдо                        | Китай                                                         | Тибет | Перемога - Тибет увійшов до складу КНР                                                                                     |
| 1950-1953 роки                | Корейська війна                        | Північна Корея Китай Союз Радянських Соціалістичних Республік | ООН Південна Корея Сполучені Штати Америки Велика Британія                                                    | Припинення інтенсивних бойових дій.                                                                                        |
| 1954-1955 роки                | Перша криза у Тайванській протоці      | Китай                                                         | Китайська Республіка Сполучені Штати Америки                                                                  | Припинення бойових дій. |
| 1958 рік                      | Друга криза у Тайванській протоці      | Китай                                                         | Китайська Республіка Сполучені Штати Америки                                                                  | Припинення бойових дій. |
| 1959 рік                      | Тибетське повстання                    | Китай                                                         | Чуші Гандрук                                                                                                  | Перемога - Повстання придушено                                                                                             |
| 1960–1961 роки                | Кампанія на кордоні Китаю і Бірми      | Китай Бірма                                                   | Гоміньдан | Перемога |
| 1962 рік                      | Китайсько-індійська війна              | Китай                                                         | Індія | Перемога - Аксай Чин увійшов до складу Китаю                                                                               |
| 1967 рік                      | Інциденти в Нату-Ла і Чо-да            | Китай                                                         | Індія | Поразка - Сіккім залишився під контролем Індії                                                                             |
| 1969 рік                      | Конфлікт на острові Даманський         | Китай                                                         | СССР | - Статус-кво |
| 1959–1975 роки                | В'єтнамська війна                      | Північний В'єтнам Патет Лао Червоні Кхмери Китай              | Південний В'єтнам Сполучені Штати Америки Південна Корея Австралія Нова Зеландія Таїланд Кхмерська республіка | Перемога |
| 1974 рік                      | Бої за Парасельські острови            | Китай                                                         | Південний В'єтнам                                                                                             | Перемога - Парасельські острови переходить під контроль Китаю                                                              |
| 1979 рік                      | Китайсько-в'єтнамська війна            | Китай                                                         | В'єтнам | - Обидві сторони заявили про свою перемогу                                                                                 |
| 1988 рік                      | Сутички на півдні Рифа Джонсона        | Китай                                                         | В'єтнам | Перемога - Декілька островів рифу переходять під контроль Китаю                                                            |
| 2004 рік-по сьогоднішній день | П'ятий Белуджистанський конфлікт       | Китай Пакистан                                                | ВАБ | Конфлікт триває - Напад повстанців на порт-Гвадар втягнув в кофлікт Китай - Розширення зони бойових дій на території Ірану |
| 2012-по сьогоднішній день     | Конфлікт у Північному Малі (2012—2013) | Малі Франція Китай                                            | Незалежна держава Азавад                                                                                      | Конфлікт триває |